# Rotheux-Rimière
 (mai 2021).
Si vous disposez d'ouvrages ou d'articles de référence ou si vous connaissez des sites web de qualité traitant du thème abordé ici, merci de compléter l'article en donnant les références utiles à sa vérifiabilité et en les liant à la section « Notes et références ».
Rotheux-Rimière (en wallon Rôteû) est une section de la commune belge de Neupré située en Région wallonne dans la province de Liège.
C'était une commune à part entière avant la fusion des communes de 1977.

## Toponymie
Les plus anciennes formes de ce toponyme datent du XVe siècle avec "Roteux" en 1454, "au roteur" en 1477. "Rôteû", la forme wallonne de Rotheux, semble correspondre au mot français "routoir" qui désigne une étendue d'eau dans laquelle on fait rouir le lin ou le chanvre. Cette explication peut être en partie confirmée par la présence de nombreux étangs dans la commune.

## Démographie
- Sources : INS, Rem. : 1831 jusqu'en 1970 = recensements, 1976 = nombre d'habitants au 31 décembre.

## Histoire
La commune de Rotheux-Rimière, érigée sous le Régime français, réunissait, au moyen âge, deux hameaux appartenant à des seigneuries distinctes. Ainsi, Rotheux faisait partie de la seigneurie d'Esneux et La Rimière appartenait à l'abbaye du Val Saint-Lambert.
Néanmoins, au point de vue religieux, les deux hameaux appartenaient à la paroisse d'Esneux.
Rotheux
Rotheux fait partie de la seigneurie d'Esneux, elle-même partie du duché de Limbourg. Ce dernier est, à l'époque, beaucoup plus vaste qu'aujourd'hui. Il comprend les villes de Limbourg et de Herve, les bourgs d'Eupen et de Hodimont, ainsi que quarante-trois villages qui se divisent en cinq quartiers et en neuf seigneuries . Parmi ces neuf seigneuries, sept sont situées près de l'Ourthe et sont appelées seigneuries d'au-delà des Bois. Il s'agit de celles de Sprimont, Tavier, Esneux, Villers-aux-Tours, La Chapelle, Baugnée et La Rimière.
Au début du XIIe siècle, la seigneurie d'Esneux appartient à la famille Duras. À la fin du XIIe siècle, Esneux passe dans la famille de Walcourt par le mariage de Gerberge de Duras, dame de Clermont, avec Wéri de Walcourt.
Au XVe siècle, la seigneurie passe dans la famille d'Argenteau grâce à l'union de Jean d'Argenteau et de Catherine Vilain, fille de Catherine de Duras. Au début du XVIIIe siècle, Anne-Marie-Philippine d'Argenteau épouse Godefroid de Rahier et fait ainsi passer la seigneurie d'Esneux, qui était la propriété des Argenteau depuis plus de trois siècles, dans les mains de la famille Rahier .
La Rimière
Initialement, La Rimière appartient au duché de Limbourg, puisque tout comme la seigneurie d'Esneux, elle fait partie des seigneuries dites d'au-delà des Bois.
En 1270, la seigneurie de La Rimière est donnée au monastère de façon conjointe par le duc de Limbourg et par son vassal Jean de Halleux. Le duc détenait le "domaine éminent" et le vassal, le "domaine utile", c'est-à-dire la jouissance effective en contrepartie de ses obligations vassaliques envers son maître.
Cette particularité provoque de nombreuses contestations. Certaines sont restées célèbres: en 1562, le seigneur d'Esneux revendique le droit de justice sur l'alleu de La Rimière et récuse la compétence de la cour qui siège à La Rimière. Des habitants d'Esneux vont donc monter à La Rimière afin de briser les portes de la prison seigneuriale, la Brassine.
Rotheux et La Rimière étaient deux hameaux distincts appartenant à des seigneuries distinctes. Ainsi Rotheux faisait partie de la seigneurie d’Esneux. La Rimière, propriété en alleu de l’abbaye cistercienne du Val-Saint-Lambert était une des 7 Seigneuries d'au-delà des Bois, relevant du Duché de Limbourg, et une enclave dans la Principauté de Liège.

## Patrimoine et culture

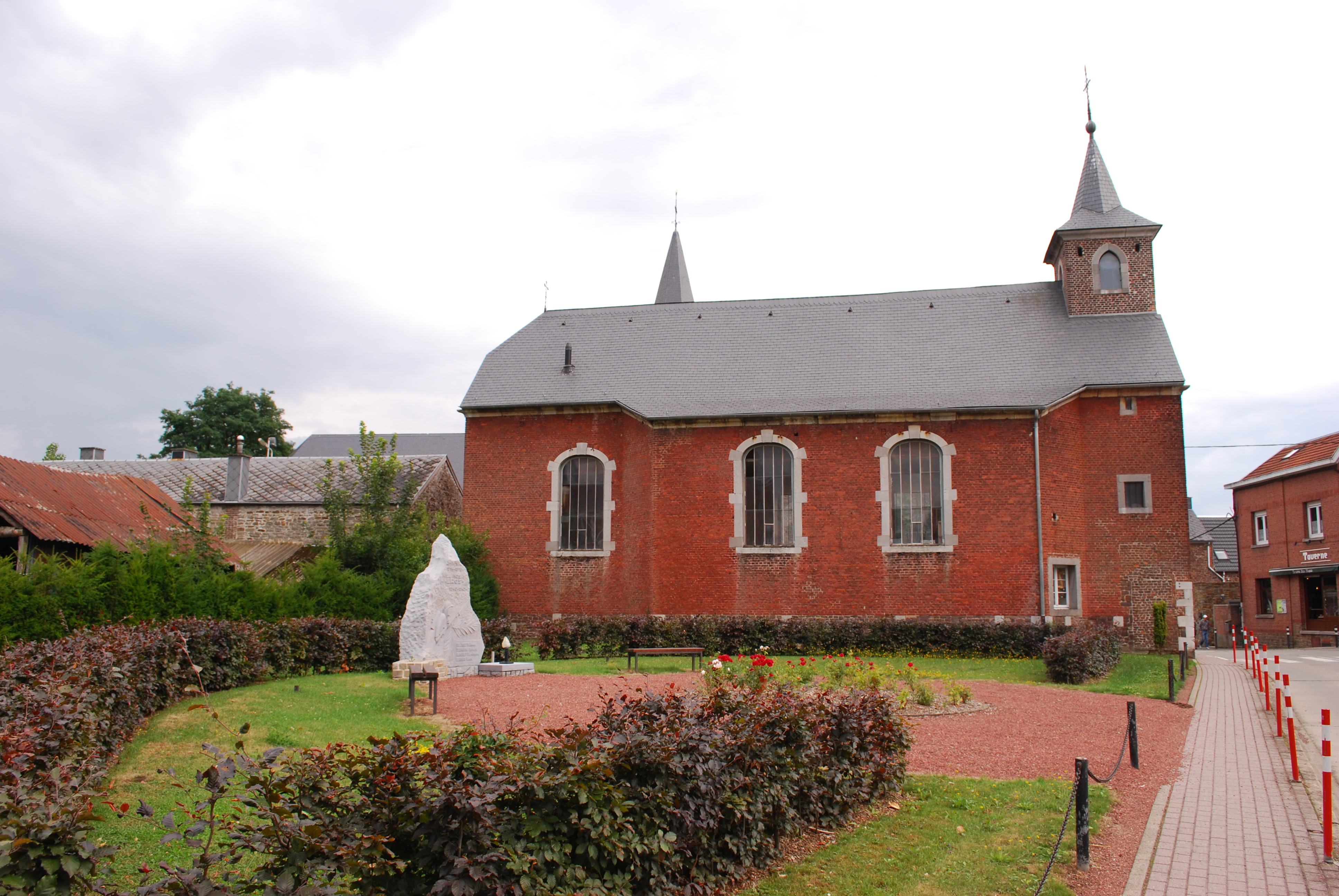
L'ancienne église Saint-Firmin à Rotheux
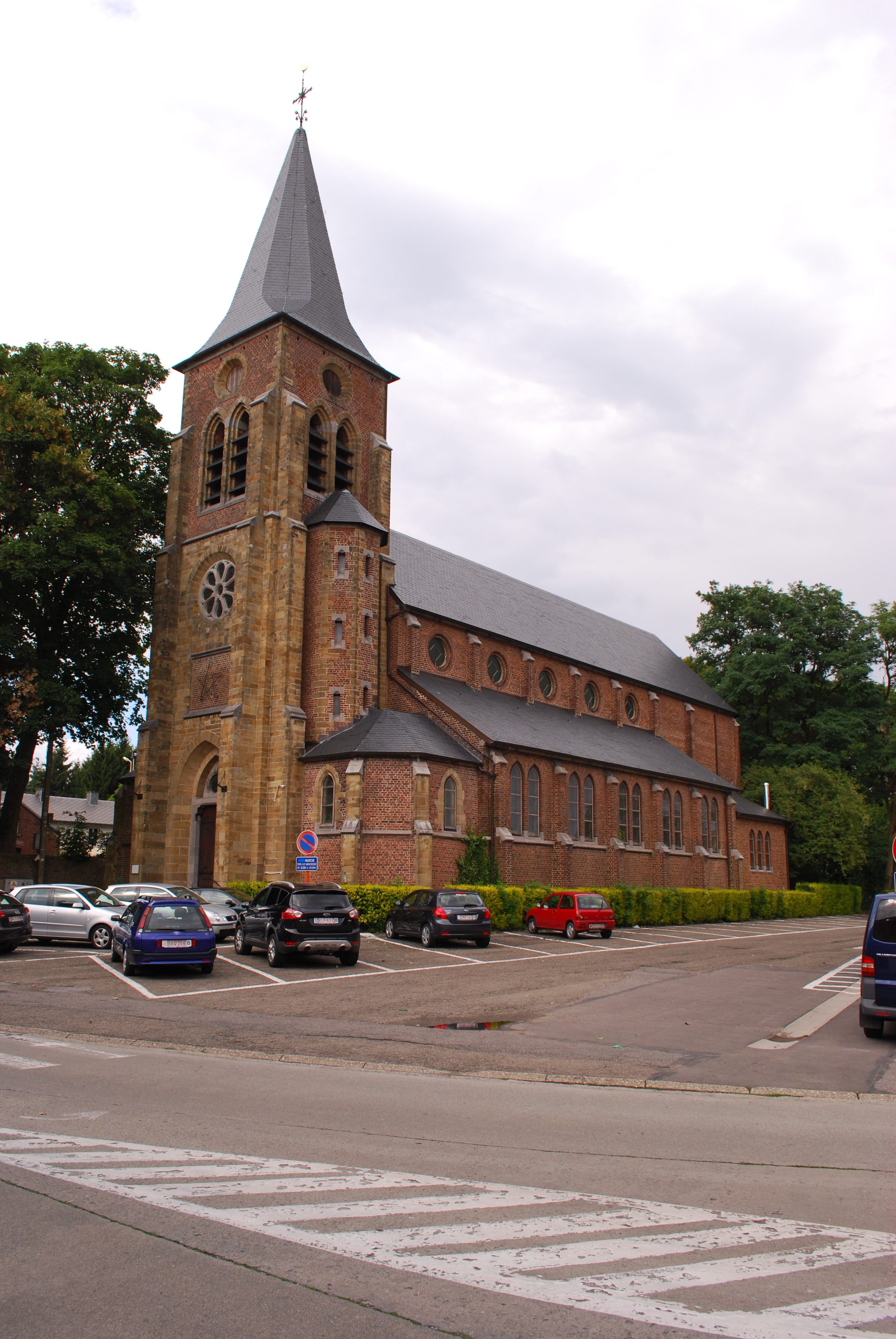
L'église Saint-Firmin à Rotheux
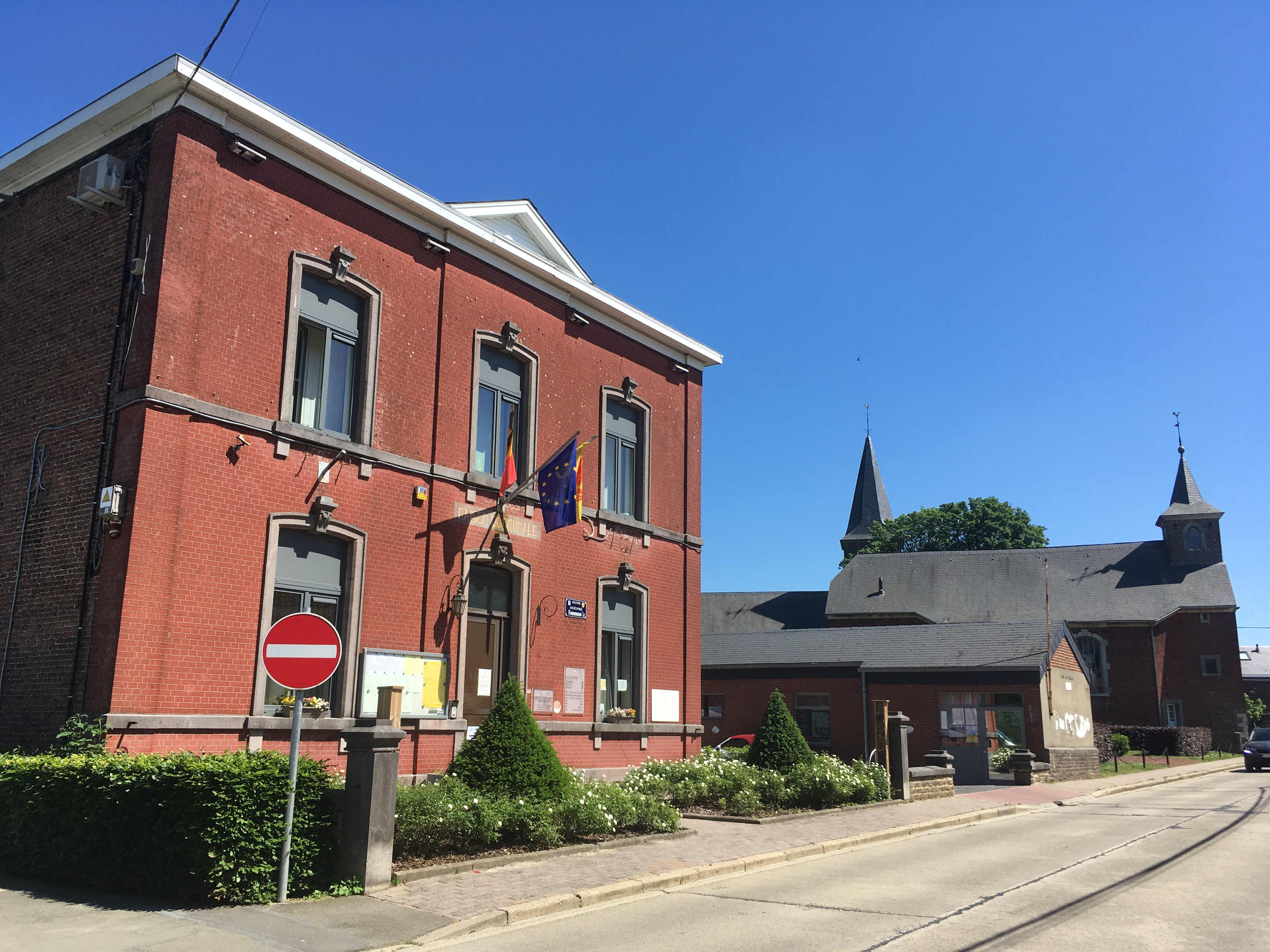
La mairie et les deux églises à Rotheux
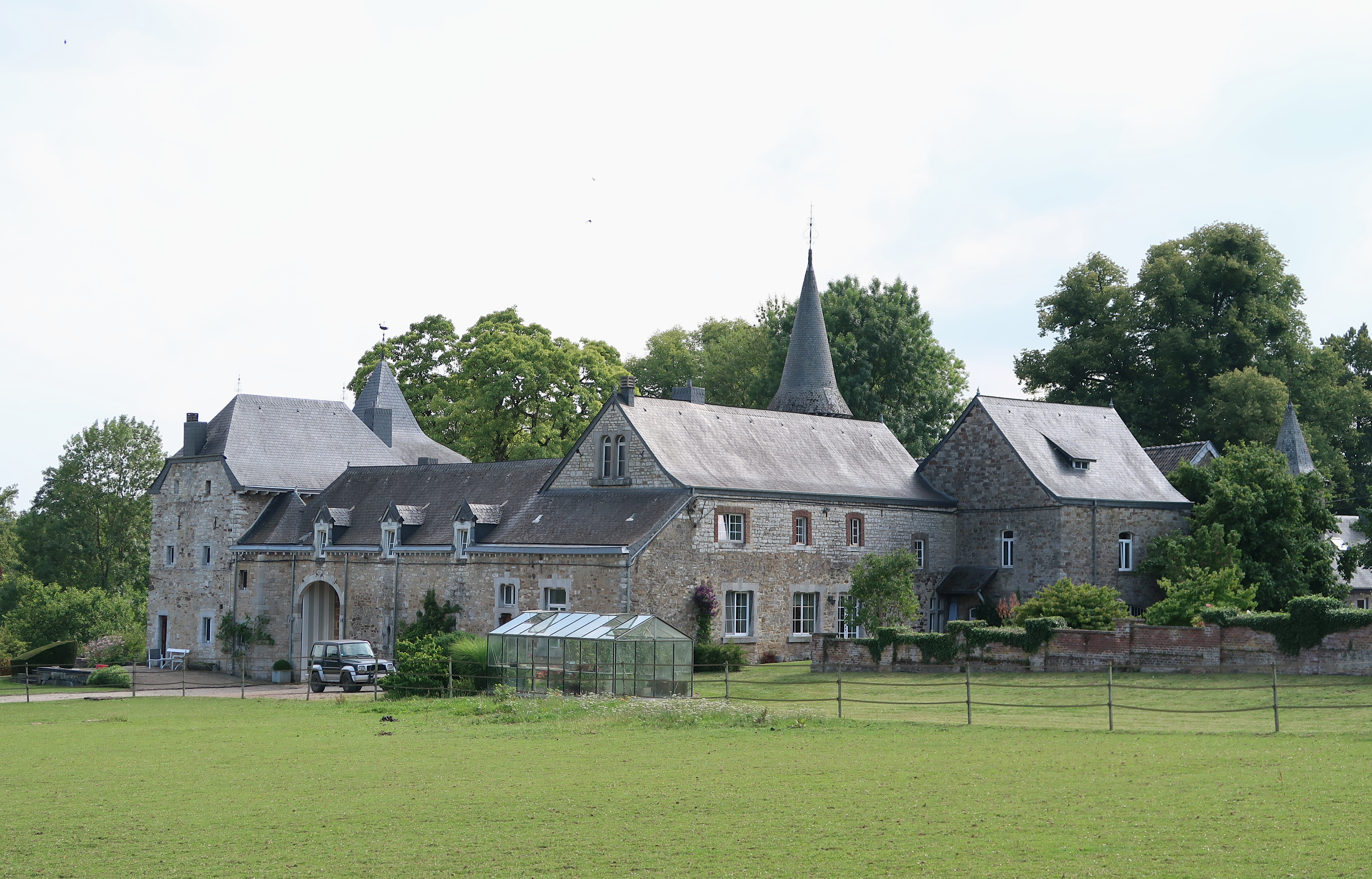
Château d'Englebermont à Rotheux-Rimière